# Péter Andorai
Péter Andorai (ur. 25 kwietnia 1948 w Budapeszcie, zm. 1 lutego 2020 tamże) – węgierski aktor teatralny i filmowy.

## Kariera
W 1976 roku ukończył studia na Uniwersytecie Teatru, Filmu i Telewizji w Budapeszcie. Wystąpił w ponad 90 filmach od 1975 roku. Zagrał w filmie Zaufać z 1980 roku, który został zgłoszony na 30. Międzynarodowy Festiwal Filmowy w Berlinie, gdzie zdobył nagrodę Srebrnego Niedźwiedzia dla najlepszego reżysera.

## Nagrody i odznaczenia
- Nagroda Jászai Mari (1980)
- Nagroda Węgierskiego Tygodnia Filmowego (1986, 1999)
- Nagroda węgierskich krytyków filmowych (1987,2000)
- Nagroda specjalna za spotkanie telewizyjne Veszprém (1990)
- Węgierska nagroda krytyków telewizyjnych (1991)
- Nagroda Kossutha (1994)
- Order Zasługi Republiki Węgierskiej, Krzyż Oficerski (2007)[2]
- The Nation's Performer (2015)[3]
- Nagroda Prima (2016)[4]

## Wybrana filmografia
- 1977: Miecz jako Feri
- 1977: Akcent jako Seregi, üzemmérnök
- 1978: Porażenie prądem jako Vince
- 1980: Zielony ptak jako Jan Widuchowski
- 1980: Zaufać jako János
- 1981: Mefisto jako Otto Ulrichs
- 1982: Inne spojrzenie jako Donzie
- 1983: Wagner jako Bakunin
- 1984: Przebudzenie jako Imre Tányér
- 1985: Prywatna inicjatywa jako portier
- 1985: Pułkownik Redl jako major
- 1985: Wielkie pokolenie
- 1988: Krzyk i krzyk jako Tibor
- 1988: Eldorado jako Berci
- 1988: Zanim nietoperz skończy lot
- 1989: Hecc jako György, wujek Tamása
- 1989: Kobieta skorpion jako Felix
- 1989: Mój wiek XX jako Thomas Edison
- 1991: Bezwzględne czasy jako szeryf Berkovich
- 1992: Kochana Emmo, droga Bobe jako Stefanics
- 1993: Uwaga jako Károly, brat Evy
- 1997: Bracia Witmanowie jako Endre Tálay
- 1998: Kawiarnia jako detektyw
- 1999: Kropla słońca jako Anselmi
- 1999: Szymon Mag jako Simon
- 2001: Tlący się papieros jako niemiecki generał
- 2003: Rinaldó jako Lajos
- 2004: Niepochowany jako Ferenc Münnich
- 2006: Skradzione obrazy jako Ottó
- 2011: Agenci idą do raju jako Andor Kárász
- 2012: Zamknięte drzwi jako pan Brodarics
- 2012: Motyle jako Motil
- 2013: Duży zeszyt jako Diakon
- 2017: Zorza polarna jako żołnierz Urzędu Bezpieczeństwa